# Julie Dorus-Gras
Pour les articles homonymes, voir Dorus (homonymie) et Gras.
Répertoire
- Alice dans Robert le Diable de Meyerbeer,
- Oscar dans Gustave III ou Le Bal masqué d’Auber,
- la princesse Eudoxie dans La Juive d'Halévy,
- Marguerite de Valois dans Les Huguenots de Meyerbeer,
- Ginevra dans Guido et Ginevra d'Halévy,
- Teresa dans Benvenuto Cellini  de Berlioz *Pauline dans Les martyrs de Donizetti

Julie Dorus-Gras, née le 7 septembre 1805 à Valenciennes et morte le 8 février 1896 dans le 9e arrondissement de Paris, est une soprano d'origine belge. Membre de la troupe de l’Opéra de Paris de 1830 à 1845, elle est la créatrice des principaux rôles des opéras composés à cette époque par Meyerbeer, Halévy, Auber, Berlioz ou Donizetti. Elle est aussi la sœur du flûtiste Vincent-Joseph Van Steenkiste (plus connu sous le nom de Louis Dorus).

## Premières années et éducation musicale
Julie-Aimée-Josèphe Van Steenkiste dit Dorus naît à Valenciennes le 7 septembre 1805. Fille d’un ancien lieutenant dans la Grande Armée qui dirige l’orchestre du théâtre de Valenciennes, elle étudie d’abord avec son père et commence à se produire en tant que chanteuse dès son plus jeune âge. Ses dons vocaux semblent si prometteurs qu’elle obtient une bourse municipale lui permettant de poursuivre ses études musicales à Paris. Elle est admise au Conservatoire de Paris en 1821 et y remporte en 1823 un premier prix de chant (classe de Blangini) et un second prix de vocalisation (classe de Henri). Elle perfectionne ensuite sa technique auprès de Bordogni et Paer.

## Carrière
Sa carrière débute par une tournée de concerts qui l'emmène à Bruxelles. Elle y remporte un tel succès, que le comte de Liederkerke lui propose un contrat pour chanter les rôles d'opéra. Bien qu’elle n’ait pas songé à mener une carrière de chanteuse d’opéra, elle accepte. Elle fait ses débuts en 1825 au théâtre de la Monnaie à Bruxelles dans le rôle de la reine de Navarre de Jean de Paris de Boieldieu. En 1829, elle interprète Elvira dans la première représentation à Bruxelles de La Muette de Portici d’Auber; elle chante ce rôle au cours de la fameuse représentation du 25 août 1830 qui va précipiter la révolution belge.

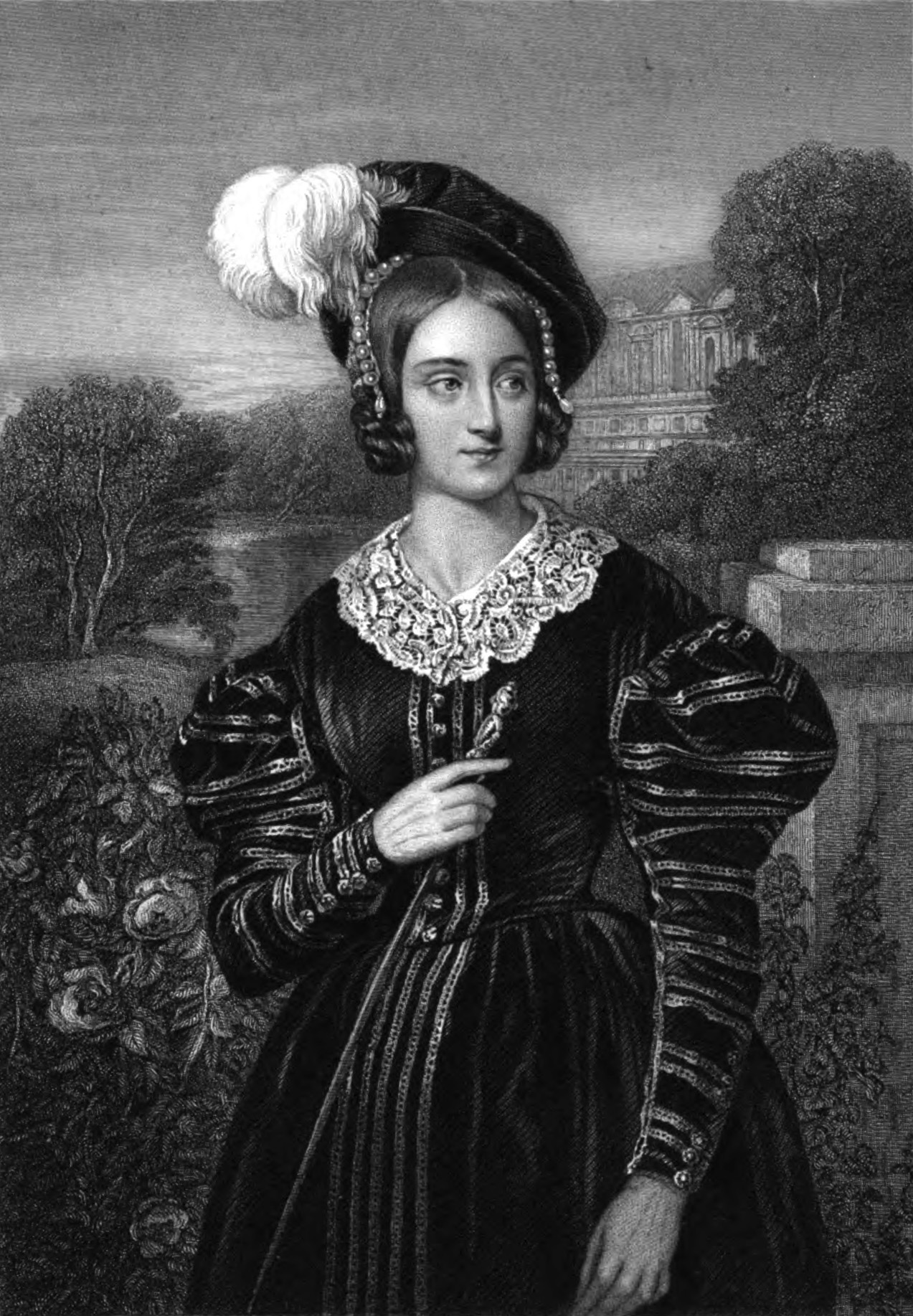
Julie Dorus-Gras interprétant le rôle de Marguerite de Navarre dans Les Huguenots de Meyerbeer.

L’agitation politique en Belgique la décide de retourner à Paris. Elle est engagée à l'Opéra de Paris où elle débute dans le rôle de la comtesse du Comte Ory de Rossini le 9 novembre 1830. Durant 15 ans, elle va créer avec un très grand succès les principaux rôles de nombreux opéras, dont celui d’Alice dans Robert le Diable (1831) de Giacomo Meyerbeer, Oscar dans Gustave III ou Le Bal masqué (1833) d’Auber, la princesse Eudoxie dans La Juive (1835) de Jacques-Fromental Halévy, Marguerite de Valois dans Les Huguenots (1836) de Meyerbeer, Ginevra dans Guido et Ginevra (1838) de Halévy, Teresa dans Benvenuto Cellini (1838) de Berlioz et Pauline dans Les martyrs (1840) (version française de Poliuto) de Gaetano Donizetti. A noter que son frère est première flûte à l'Opéra et qu'elle épouse en 1833 le premier violon de l'orchestre, Victor-Simon Gras, dont elle reprend le nom.
Après le départ de Laure Cinti-Damoreau en 1835, elle devient première chanteuse de la troupe. Cependant, à partir de 1840, elle entre en compétition avec Rosine Stoltz qui lui voue une véritable haine ; cette dernière, bénéficiant du soutien inconditionnel du nouveau directeur Léon Pillet, n’aura de cesse de vouloir l’écarter de la troupe. Excédée, Julie Dorus-Gras quitte l’Opéra de Paris en 1845 et se produit en province et à Londres. Elle a en effet commencé à chanter sur les scènes londoniennes dès 1839 et interprète en anglais le rôle-titre de Lucia di Lammermoor en 1847 à Drury Lane, sous la direction de Berlioz.
Elle meurt à Paris à l’âge de 90 ans.
Selon H. Rosenthal et J. Warrack, elle était davantage réputée comme « impeccable virtuose (…) que comme interprète ».
Julie Dorus-Gras est la grand-tante du compositeur et chef d’orchestre Henri Rabaud.

## Sources
- (en) Cet article est partiellement ou en totalité issu de l’article de Wikipédia en anglais intitulé « Julie Dorus-Gras » (voir la liste des auteurs).
- (fr) Harold Rosenthal et John Warrack, Guide de l’Opéra, édition française réalisée par Roland Mancini et Jean-Jacques Rouveroux, Paris : Fayard, Collection Les Indispensables de la Musique, 1995,  (ISBN 2-213-59567-4)